# 鵰彎線䲁
鵰彎線䲁（學名：Helcogramma aquila），為輻鰭魚綱䲁形目三鰭䲁科彎線䲁屬的一個種，是由 Jeffrey T. Williams 和 Carolyn J. McCormick於1990年所描述，分布於中西太平洋菲律賓及關島海域，深度0至6公尺，本魚體型小呈圓柱狀，上頜向後延伸至眼前緣下方，上下頜齒細而密，頭部下半部為黑色，明亮的藍色條紋從上唇的前部延伸到前鰓蓋骨緣，穿過眶腹緣，胸鰭基部中央部分黑色；整個尾鰭黑色，背鰭硬棘16-18枚、背鰭軟條11枚、臀鰭硬棘1枚、臀鰭軟條19-20枚，體長可達4.1公分，棲息在岩石的湧浪區，以藻類為食，雌魚產附著性卵在藻類築的巢，雄魚會守護卵，幼魚為浮游性，生活習性不明。